# Carex sychnocephala
Carex sychnocephala är en halvgräsart som beskrevs av John Carey. Carex sychnocephala ingår i släktet starrar, och familjen halvgräs. Inga underarter finns listade i Catalogue of Life.